# Tachigali myrmecophila
Tachigali myrmecophila är en ärtväxtart som först beskrevs av Adolpho Ducke, och fick sitt nu gällande namn av Adolpho Ducke. Tachigali myrmecophila ingår i släktet Tachigali och familjen ärtväxter. Inga underarter finns listade i Catalogue of Life.